# MED-EL

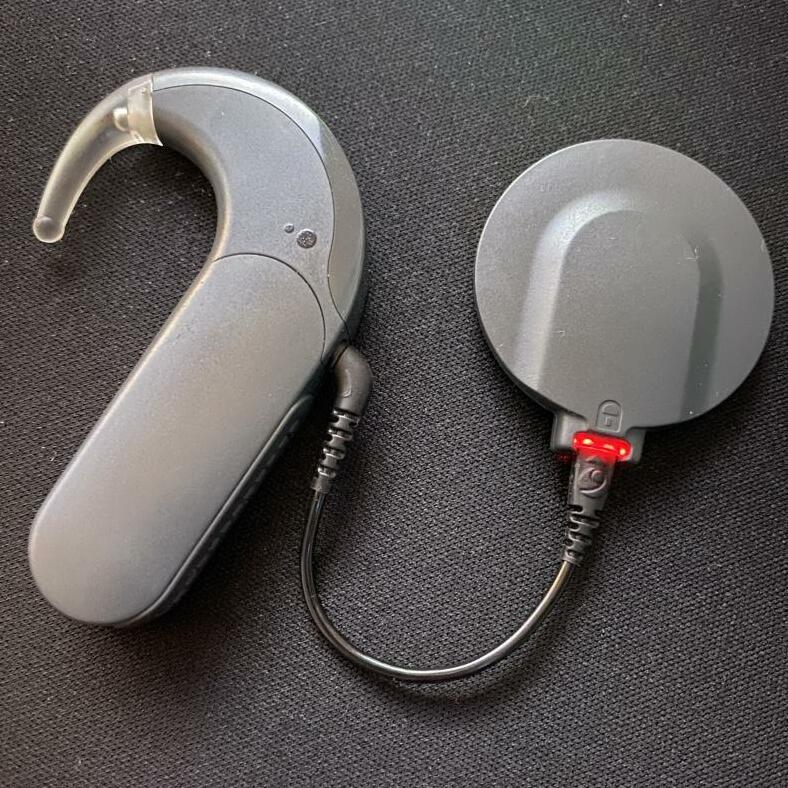
MED-EL Sonnet 2

MED-EL is een internationaal technologiebedrijf dat onderzoek doet op het gebied van gehoorverlies en dat implanteerbare hoorsystemen ontwikkelt en produceert. Hiertoe behoren cochleaire implantaten, middenoorimplantaten, beengeleidingsimplantaten, hoorimplantaten met elektrische akoestische stimulatie en auditieve implantaten in de hersenstam. Het hoofdkantoor van het bedrijf is gevestigd in Innsbruck, Oostenrijk. Het bedrijf werd opgericht in 1990. MED-EL wordt geleid door mede-eigenaar Ingeborg Hochmair.

## Achtergrond
De Oostenrijkse wetenschappers Ingeborg en Erwin Hochmair ontwikkelden ’s werelds eerste meerkanaals micro-elektronisch cochleair implantaat. Het toestel werd voor het eerst geïmplanteerd in 1977 in Wenen en was een mijlpaal in de behandeling van doofheid. De Hochmairs ontwikkelden de technologie verder en richtten in 1990 MED-EL op in Innsbruck, Oostenrijk. Sinds 2003 is de Amerikaanse fysioloog en bekroonde uitvinder Geoffrey R. Ball CTO van de business unit VIBRANT MED-EL.

## Prijzen
In 2004 kregen Ingeborg en Erwin Hochmair het Eredoctoraat Geneeskunde van de Technische Universiteit München als “pioniers op het gebied van technologie voor slechthorenden” voor de ontwikkeling van het eerste meerkanaals cochleair implantaat met hybride technologie. In 2013 ontving Ingeborg Hochmair names het bedrijf de prestigieuze Lasker-De Bakey Clinical Medical Research Award in New York voor de ontwikkeling van het moderne cochleair implantaat.

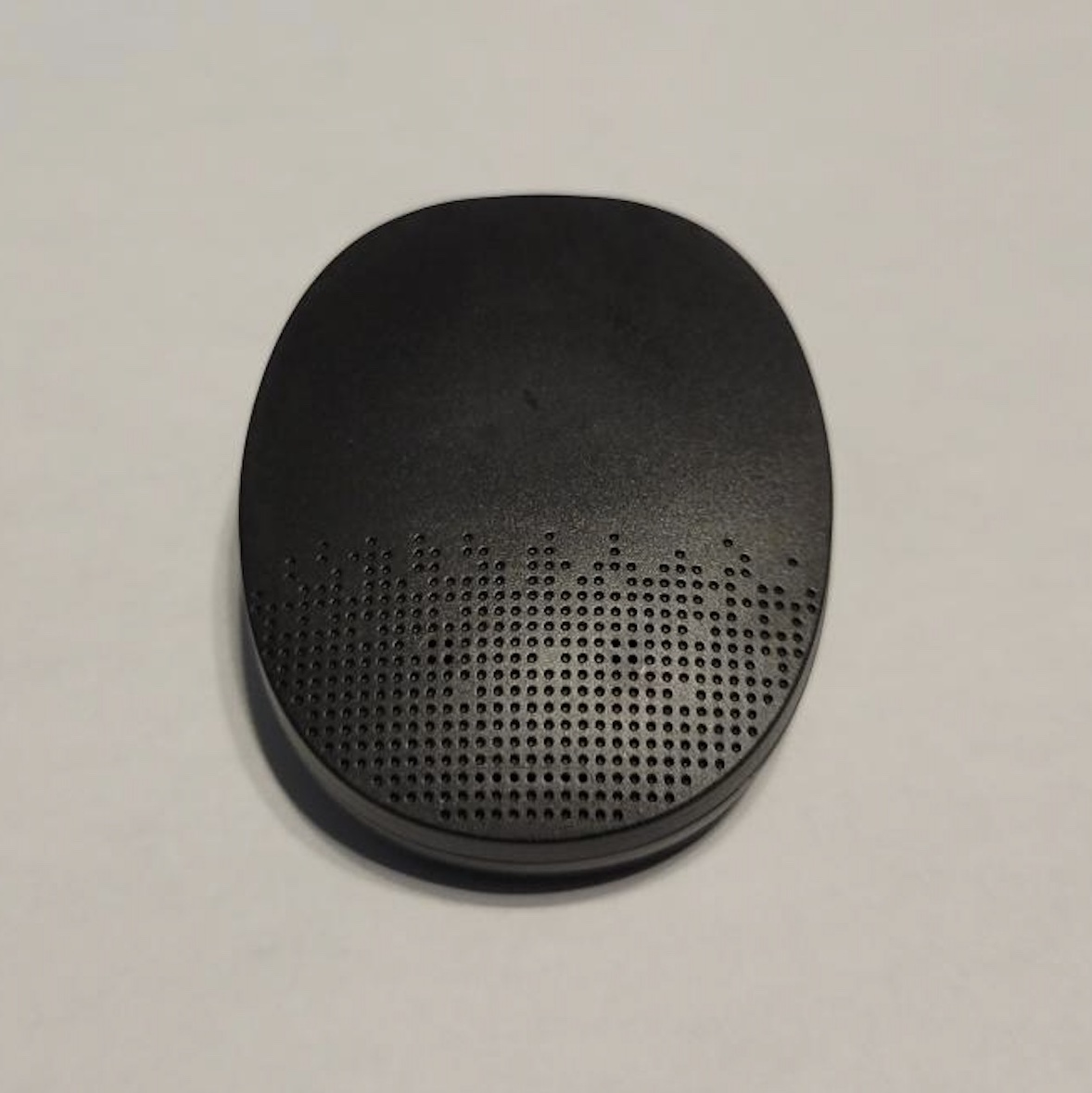
MED-EL Rondo 2